# Cseh László (festő)
Cseh László (Kisvárda, 1914. augusztus 29. – Orfű, 1991. február 26.) festő.

## Életútja
1934 és 1939 között a Magyar Képzőművészeti Főiskolán tanult, mestere Rudnay Gyula volt. 1946-tól a Pécsi Képzőművészeti Szabadlíceumban tanított, később a Nagy Lajos Gimnázium tanára volt. 1947-ben és 1955-ben kiállítási nívódíjjal tüntették ki, 1961-ben alkotói ösztöndíjat nyert. 1964-től a pécsi Tanárképző Főiskola tanára volt 1974-ig. Akvarelleket és olajfestményeket készített, amelyek leginkább baranyai és dunántúli tájakat ábrázolnak. Ezenkívül történelmi arcképeket is festett.

## Egyéni kiállítások
- 1958 • Janus Pannonius Múzeum, Pécs
- 1964 • Képcsarnok, Pécs.

## Válogatott csoportos kiállítások
- 1947 • Négy pécsi festő, Pécs
- 1954 • Vidéken élő képzőművészek, Ernst Múzeum, Budapest
- 1958 • Dunántúli kiállítás, Székesfehérvár
- 1963 • Balaton-kiállítás, Pécs
- 1964 • Baranyai képzőművészek, Siklós
- 1965 • Dél-dunántúli művészek kiállítása, Pécs.